# Ichneumon melanoleucos
Ichneumon melanoleucos är en stekelart som beskrevs av Gmelin 1790. Ichneumon melanoleucos ingår i släktet Ichneumon och familjen brokparasitsteklar. Inga underarter finns listade i Catalogue of Life.